# Барон Уиллоуби де Эрзби
Барон Уиллоуби де Эрзби (англ. Baron Willoughby de Eresby; [ˈwɪlɵbi ˈdɪərzbi]) — один из дворянских титулов пэрства Англии, сохранившийся до настоящего времени.

## История
Титул был создан в 1313 году по судебному постановлению для Роберта де Уиллоуби из поместья Эрзби, что было расположено неподалёку от Спилсби, графство Линкольншир. Роберт Берти, 14-й барон Уиллоуби де Эрзби, в 1626 году был пожалован титулом графа Линдси. Его праправнук, 4-й граф и 17-й барон, в 1706 году получил титул маркиза Линдси, а в 1715 году — герцога Анкастера и Кестевена. После смерти Роберта Берти, 4-го герцога Анкастера (праправнука 1-го герцога) титулы графа, маркиза и герцога перешли к его дяде, а титул барона Уиллоуби де Эрзби был временно отменён. На него претендовали две сестры 4-го герцога Анкастера — леди Присцилла и леди Джорджиана. Наконец, в 1780 году титул был восстановлен для Присциллы, чьим мужем был Питер Баррелл, 1-й барон Гвидир. Их сын Питер унаследовал оба баронства. После смерти единственного сына Питера, Элбирика, следующим бароном Гвидир стал его двоюродный брат, а права на титул барона Уиллоуби де Эрзби оспаривали две его сестры — Клементина, супруга Гилберта Джона Хиткоута, 1-го барона Эвеланда, и Шарлотта, супруга Роберта Джона Каррингтона, 2-го барона Каррингтона. В 1871 году вопрос об обладании титулом был решён в пользу Клементины. Её наследником стал её сын, Гилберт, 2-й барон Эвеланд и 25-й барон Уиллоуби де Эрзби. В 1892 году для него был возрождён титул графа Анкастера, созданный для его предков по материнской линии в 1715 году. После смерти в 1983 году его внука, Гилберта Хиткоута-Драммонда-Уиллоуби, титулы графа Анкастера и барона Эвеланда вышли из употребления, а титул барона Уиллоуби де Эрзби унаследовала единственная дочь Гилберта Хиткоута, Нэнси, которая по сей день является его обладательницей.
С 1626 года титул барона Уиллоуби де Эрзби стал ассоциироваться с должностью лорда великого камергера, которая по решению Палаты лордов была передана Роберту Берти после смерти Генри де Вера, графа Оксфорда, ранее занимавшего этот пост. В связи с кончиной 4-го герцога Анкастера и Кестевена в 1779 году должность была поделена в равных долях между его сёстрами — Присциллой, унаследовавшей баронский титул Уиллоуби де Эрзби, и Джорджианой, маркизой Чамли. Доля Джорджианы в полном объёме передавалась по наследству, в то время как доля Присциллы ещё несколько раз подвергалась разделу между её наследниками. В настоящее время только четверть этой должности находится во владении носителя титула.
Шесть раз титулом владела женщина, более чем каким-либо другим, за исключением титула барона де Рос.
Семейство обосновалось в замке Гримсторп в Иденгеме близ Борна, графство Линкольншир, и в замке Драммонд в Пертшире, Шотландия. Изначально замок Драммонд являлся собственностью графов Драммонд из Перта.

## Бароны Уиллоуби де Эрзби (1313)
- Роберт де Уиллоуби, 1-й барон Уиллоуби де Эрзби (1260—1317)
- Джон де Уиллоуби, 2-й барон Уиллоуби де Эрзби (1304—1349), сын предыдущего
- Джон де Уиллоуби, 3-й барон Уиллоуби де Эрзби (1329—1372), сын предыдущего
- Роберт Уиллоуби, 4-й барон Уиллоуби де Эрзби (1349—1396), сын предыдущего
- Уильям Уиллоуби, 5-й барон Уиллоуби де Эрзби (1370—1409), сын предыдущего
- Роберт Уиллоуби, 6-й барон Уиллоуби де Эрзби (1385—1452), сын предыдущего
- Джоан Уиллоуби, 7-я баронесса Уиллоуби де Эрзби (ум. 1462), дочь предыдущего
- Роберт Уэллс, 8-й барон Уиллоуби де Эрзби (ум. 1470), сын предыдущей
- Джоан Уэллс, 9-я баронесса Уиллоуби де Эрзби (ум. 1475), сестра предыдущего
- Кристофер Уиллоуби, 10-й барон Уиллоуби де Эрзби (1453—1499), правнук 5-го барона Уиллоуби; троюродный брат предыдущей
- Уильям Уиллоуби, 11-й барон Уиллоуби де Эрзби (1482—1526), сын предыдущего
- Кэтрин Уиллоуби, 12-я баронесса Уиллоуби де Эрзби (1519—1580), дочь предыдущего
- Перегрин Берти, 13-й барон Уиллоуби де Эрзби (1555—1601), сын предыдущей
- Роберт Берти, 1-й граф Линдси, 14-й барон Уиллоуби де Эрзби (1582—1642), сын предыдущего
- Монтагю Берти, 2-й граф Линдси, 15-й барон Уиллоуби де Эрзби (ум. 1666), сын предыдущего
- Роберт Берти, 3-й граф Линдси, 16-й барон Уиллоуби де Эрзби (1630—1701), сын предыдущего
- Роберт Берти, 1-й герцог Анкастер и Кестевен, 17-й барон Уиллоуби де Эрзби (1660—1723), сын предыдущего
- Перегрин Берти, 2-й герцог Анкастер и Кестевен, 18-й барон Уиллоуби де Эрзби (1686—1742), сын предыдущего
- Перегрин Берти, 3-й герцог Анкастер и Кестевен, 19-й барон Уиллоуби де Эрзби (1714—1778), сын предыдущего
- Роберт Берти, 4-й герцог Анкастер и Кестевен, 20-й барон Уиллоуби де Эрзби (1756—1779), сын предыдущего, умер неженатым и бездетным. Титул перешёл к его сестре, Присцилле Берти.
- Присцилла Барбара Элизабет Берти, 21-я баронесса Уиллоуби де Эрзби (1761—1828), сестра предыдущего
- Питер Роберт Драммонд-Баррелл, 22-й барон Уиллоуби де Эрзби, 2-й барон Гвидир (1782—1865), сын предыдущей
- Альбирик Драммонд-Уиллоуби, 23-й барон Уиллоуби де Эрзби (1821—1870), сын предыдущего. После его смерти титул перешёл к его сестре, Клементине Драммонд-Уиллоуби.
- Клементина Элизабет Драммонд-Уиллоуби, 24-я баронесса Уиллоуби де Эрзби (1809—1888), сестра предыдущего
- Гилберт Генри Хиткоут-Драммонд-Уиллоуби, 1-й граф Анкастер, 25-й барон Уиллоуби де Эрзби (1830—1910), сын предыдущей
- Гилберт Хиткоут-Драммонд-Уиллоуби, 2-й граф Анкастер, 26-й барон Уиллоуби де Эрзби (1867—1951), сын предыдущего
- Гилберт Джеймс Хиткоут-Драммонд-Уиллоуби, 3-й граф Анкастер, 27-й барон Уиллоуби де Эрзби (1907—1983), сын предыдущего
- Нэнси Джейн Мари Хиткоут-Драммонд-Уиллоуби, 28-я баронесса Уиллоуби де Эрзби (род. 1934), дочь предыдущего. Она не замужем, детей нет. Её сонаследниками являются майор Себастьян Сент-Мор Миллер (род. 1965)[к 1] и сэр Джеймс Эйрд, 5-й баронет (род. 1978), сын сэра Джона Эйрда, 4-го баронета[англ.] (1940—2023)[к 2].

## Комментарии
1. ↑  Внук леди Кэтрин Мэри Клементины Хиткоут-Драммонд-Уиллоуби — старшей тётки нынешней баронессы[1]; её двоюродный племянник. У него есть сын и дочь.
2. ↑  Сын леди Присциллы Хиткоут-Драммонд-Уиллоуби — младшей тётки нынешней баронессы[2]; её двоюродный брат. У него сын и две дочери.